# Half.com
Half.com è stato un sito di e-commerce per la vendita di libri, libri di testo, musica, film, videogiochi e console per videogiochi.
Si distingueva dalla controllante eBay per il fatto che i prezzi erano fissi e stabiliti dal venditore, non contrattabili nel corso di un'asta pubblica fra gli aspiranti acquirenti. Il venditore aveva possibilità di vedere i prezzo medio e quelli più recenti applicati al prodotto che intendeva commercializzare; gli acquirenti potevano visualizzare tutte le offerte per un determinato prodotto in termini di prezzo e quantità disponibile, impostare un prezzo massimo collegato a una notifica automatica non appena un'offerta fosse stata pubblicata nel sito, lasciare un feedback libero di commento.
La pubblicazioni delle inserzioni era gratuita, mentre half.com applicava una commissione sul prezzo di vendita di ogni transazione conclusa fra venditore e acquirente. Il venditore aveva la responsabilità della spedizione franco consegna (fino al domicilio indicato dall'acquirente) entro tre giorni lavorativi dalla ricezione del pagamento.
Il 1º settembre 2017, eBay chiuse il servizio.

## Storia
Half.com fu fondata nel 1999 dall'imprenditore americano Josh Kopelman insieme a Sunny Balijepalli. Come espediente pubblicitario, nel dicembre dello stesso anno, la società pagò 100.00 dollari e donò 20 computer alla città di Halfway, nell'Oregon per poter utilizzare il nome Half.com, Oregon per un anno.
Nel 2000, eBay acquistò Half.com per circa 350 milioni di dollari, integrando il suo sistema di gestione degli utenti, il feedback dell'acquirente / venditore e le informazioni dell'account eBay. Come la società madre, Half.com non era un sito di vendita al dettaglio e non gestiva una struttura distributiva di magazzini con scorte fisiche di prodotto. Il sito offriva un luogo virtuale di incontro fra la domanda e l'offerta, nella quale era possibile effettuare pagamenti sicuri. A differenza di eBay, Half.com non era un sito di aste; i venditori offrivano le loro merci a un prezzo da essi prestabilito.

Nel mercato dei libri di testo e dei CD usati, Half.com svolse un ruolo paragonabile a quello di Amazon.com. eBay pianificò l'integrazione e la chiusura di Half.com, del imitò molte delle funzionalità che avevano reso semplice la commercializzazione di CD e DVD, mentre lo lasciò autonomo per la vendita di libri di testo.
Nel gennaio 2013, Half.com iniziò ad accettare pagamenti tramite PayPal. I venditori erano pagati attraverso il prelievodi somme depositate in precedenza nel conto corrente prescelto.
Il 17 novembre 2016, fu comunicato il nuovo regime di commissioni, comprese fra il 15% e il 25% per gli articoli a basso costo, che entrarono in vigore il 16 dicembre 2016. Malgrado il forte aumento dei prezzi, i venditori furono preavvisati a meno di un mese dalla stagione dello shopping natalizio. La mossa apparve come un tentativo maldestro da parte di eBay di forzare presto la chiusura di Half.com.
Sei mesi dopo, il 16 giugno 2017, eBay comunicò tramite e-mail ai membri di Half.com che il sito sarebbe stato dismesso il 31 agosto 2017. Dal 1 settembre 2017, il sito divenne offline, pur continuando a elaborare resi e rimborsi fino al 31 ottobre 2017.

## Operatività
Half.com non prevedeva alcun costo per l'inserimento dei prodotti in vendita, mentre applicava una commissione per ogni vendita completata. Nel gennaio 2009, la commissione era del 15% se il prezzo di vendita fisso era pari o inferiore a 50 dollari, del 12,5% se il prezzo era compreso fra 50 e 100,01 dollari, del 10% se il prezzo variava da 100 a $ 250,01 $, 7del 7,5% per i prezzi da 250 a 500,01 $ e del 5% per gli importi fatturati oltre i 500.
Il venditore era responsabile della spedizione di qualsiasi articolo entro tre giorni lavorativi dalla vendita e del pagamento delle spese di spedizione effettive. In seguito, fu aggiunta una commissione di spedizione e gestione della transazione che veniva parzialmente riaccreditata al venditore come rimborso dei costi operativi. L'acquirente poteva optare fr ala spedizione con USPS Media Mail oppure per la consegna rapida.
 
A seconda del peso del collo di sedizione, l'importo del rimborso era spesso inferiore alle spese di spedizione effettive. Ad esempio, il rimborso di spedizione per qualsiasi DVD inviato con USPS Media Mail era di 2,39 dollari, Nei casi n cui invece il rimborso del venditore fosse risultato superiore alle spese di spedizione effettivem spesso il vantaggio veniva ribaltato ai clienti con l'offerta di "upgrade gratuito" alla spedizione di prima classe.
Prima di salvare l'ordine, l'utente poteva leggere una descrizione testuale dell'item in vendita, i feedback del prodotto e dei singoli venditori, salvati direttamente su Half.com ed ereditati dai corrispondenti profili di eBay.